# Вриоци
Вриоци су насељено мјесто у општини Козарска Дубица, Република Српска, БиХ. Према попису становништва из 1991. у насељу је живјело 391 становника.

## Географија
Вриоци се налазе 4 километра западно од Козарске Дубице.Село се простире на десној обали ријеке Уне и десној обали ријечице Мљечанице која је притока ријеци Уни.

## Становништво
Према попису становништва из 1991. године, мјесто је имало 391 становника.
| Демографија | Демографија | Демографија |
| Година      | Становника  | Становника  |
| ----------- | ----------- | ----------- |
| 1948.       | 98          |             |
| 1953.       | 98          |             |
| 1961.       | 168         |             |
| 1971.       | 252         |             |
| 1981.       | 338         |             |
| 1991.       | 391         |             |